# Originalausgabe
Als Originalausgabe, abgekürzt OA, wird im Buchhandel jede Ausgabe bezeichnet, die erstmals auf dem deutschen und ausländischen Buchmarkt erscheint. Eine Originalausgabe kann es, anders als z. B. eine Erstausgabe, weltweit nur einmal geben.
Bei einer Originalausgabe erwirbt ein Buchverlag, anders als bei einer Lizenzausgabe, die Rechte an einem Werk durch Abschluss eines Originalverlagsvertrags gegen Zahlung eines Honorars direkt vom Autor bzw. einem anderen Rechteinhaber oder über einen Vermittler, z. B. eine Literarische Agentur. Der Verlag kann somit als Inhaber des Originalrechts, das oftmals auch weltweite Nebenrechte einschließt, als Lizenzgeber gegenüber Dritten auftreten. 
Auf dem deutschsprachigen Buchmarkt ist eine Kennzeichnung als Originalausgabe bei gebundenen Büchern nicht üblich, bei Taschenbüchern wird sie fast immer verwendet. Die Zahl der Originalausgaben bei klassischen Taschenbuchverlagen steigt ständig. Die Verlage erwerben Erstrechte und veräußern Lizenzen, genau wie Hardcoververlage. Damit verteuert sich aber auch die Edition, da Herstellung, Lektorat, Pressearbeit, Vertrieb und Werbung vor die gleichen Aufgaben gestellt sind wie bei Hardcoververlagen.